# NGC 1055
NGC 1055 是位於鯨魚座的一個邊緣螺旋星系。NGC 1055有一個突出的核凸起，被一條寬闊、糾結、黑暗的塵埃和氣體穿過。螺旋臂結構似乎在星系平面上方升高，並遮擋了凸起的上半部分。1783 年 12 月 19 日由威廉·赫歇爾從他位於英格蘭斯勞的家中發現。

## 物理性質
NGC 1055與明亮的螺旋星系M77（NGC 1068）形成雙星系系統。這兩個星系是一個小星系群中最大的星系，還包括NGC 1073和其他五個不規則小星系。
NGC 1087、NGC 1090和NGC 1094看起來很近，但它們只是出現在視野中，是背景星系。
根據公佈的紅移（哈勃常數為每Mpc62公里/秒），NGC 1055的粗略距離估計為5200萬光年，直徑約為115,800光年。NGC 1055和M77之間的距離約為442,000光年。
NGC 1055發出明亮的紅外線和無線電源，特別是溫暖的一氧化碳波長上。天文學家認為，這是異常活躍的恆星形成的結果。它很可能有一個過渡核，但可能是LINER的可能性很小。

## 外部連結
- 维基共享资源上的相關多媒體資源：NGC 1055
- WikiSky上关于NGC 1055的内容：DSS2, SDSS, GALEX, IRAS, 氢α, X射线, 天文照片, 天图, 文章和图片
- Edge-on Spiral Galaxy NGC 1055 in Cetus （页面存档备份，存于）, Kopernik Observatory & Science Center, Vestal, New York
- Astronomy Picture of the Day - NGC 1055: Galaxy in a Box （页面存档备份，存于）  24 April 2010
- ESO: A Galaxy on the Edge （页面存档备份，存于） incl. Photos & Animations
- SEDS （页面存档备份，存于） – NGC 1055

 维基共享资源上的相關多媒體資源：NGC 1055
- NED – NGC 1055
- SEDS – NGC 1055
- SIMBAD – NGC 1055
- VizieR – NGC 1055

| 天文學目錄  | 天文學目錄                                           | 天文學目錄 |
| ----------- | ---------------------------------------------------- | ---------- |
| NGC天體表： | NGC 1053 - NGC 1054 - NGC 1055 - NGC 1056 - NGC 1057 |            |